# سید هادی پانزوان
سید هادی پانزوان (زاده ۱۲ دسامبر ۱۹۷۵، استان گیلان) وزنه‌بردار ایرانی است که در بازی‌های آسیایی ۲۰۰۲ در رده وزنی ۸۵ کیلوگرم، موفق به کسب مدال نقره شد.
کوروش باقری  سرمربی اسبق تیم ملی خاطره جالبی از سید هادی پانزوان تعریف می‌کند. ملی پوش اسبق وزنه برداری که هم دوره باقری بوده است.
«سید هادی یک عادت جالب داشت. او وقتی کفش‌های وزنه برداری را می‌پوشید هیچ وقت این کفش‌ها را کامل نمی‌پوشید. همیشه پاشنه‌های کفش‌های سید خوابیده بود. مثل قیصر!»
باقری ادامه داد: «سید وقتی که می‌خواست وزنه بزند قبل از رفتن روی تخته پاشنه‌ها را بالا می‌کشید، می‌رفت روی تخته، وزنه می‌زد و برمی گشت و دوباره پاشنه‌ها خوابیده!»

## نتایج
| سال            | مکان             | وزن          | یکضرب (کیلوگرم) | یکضرب (کیلوگرم) | یکضرب (کیلوگرم) | یکضرب (کیلوگرم) | دوضرب (کیلوگرم) | دوضرب (کیلوگرم) | دوضرب (کیلوگرم) | دوضرب (کیلوگرم) | مجموع        | رتبه         |
| سال            | مکان             | وزن          | ۱               | ۲               | ۳               | رتبه            | ۱               | ۲               | ۳               | رتبه            | مجموع        | رتبه         |
| قهرمانی جهان   | قهرمانی جهان     | قهرمانی جهان | قهرمانی جهان    | قهرمانی جهان    | قهرمانی جهان    | قهرمانی جهان    | قهرمانی جهان    | قهرمانی جهان    | قهرمانی جهان    | قهرمانی جهان    | قهرمانی جهان | قهرمانی جهان |
| -------------- | ---------------- | ------------ | --------------- | --------------- | --------------- | --------------- | --------------- | --------------- | --------------- | --------------- | ------------ | ------------ |
| ۲۰۰۲           | ورشو، لهستان     | ۸۵ کیلوگرم   | 160             | 165             | 170             | 12              | 202.5           | 202.5           | ۲۰۵             | ۸               | ۳۶۷٫۵        | ۹            |
| ۲۰۰۳           | ونکوور، کانادا   | ۸۵ کیلوگرم   | 162.5           | 167.5           | 170             | 7               | 192.5           | 197.5           | ۲۰۲٫۵           | ۱۱              | ۳۶۵          | ۹            |
| بازی‌های آسیایی |                  |              |                 |                 |                 |                 |                 |                 |                 |                 |              |              |
| ۲۰۰۲           | بوسان، کره جنوبی | 85 کیلوگرم   | 160             | 165             | 167.5           | 1               | 195             | 200             | 202.5           | 2               | 367.5        | 2            |
| قهرمانی آسیا   |                  |              |                 |                 |                 |                 |                 |                 |                 |                 |              |              |
| ۲۰۰۴           | آلماتی، قزاقستان | ۸۵ کیلوگرم   | 162.5           |                 |                 | 2               | 197.5           |                 |                 | 2               | 360          | 2            |